# Piaggio Skipper
De Piaggio Skipper of Piaggio SKR is een scooter van het merk Piaggio en werd op de markt gebracht in de periode 1993-2000. 

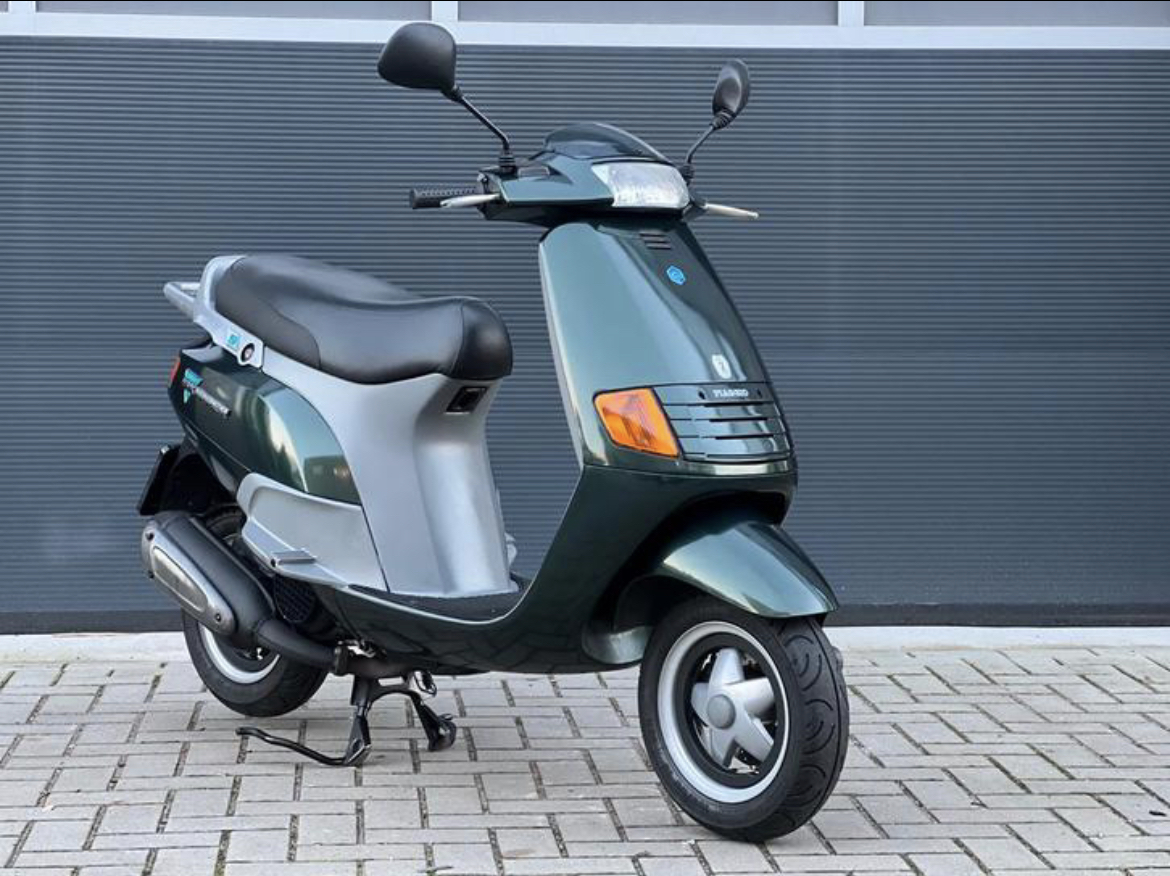
Piaggio SKR

Uiterlijk van de scooter uit deze periode (de 80/125/150 cc luchtgekoelde motorscooters) is vrijwel gelijk aan de Sfera NSL, het grootste verschil is dat de koplamp in de stuurcockpit is verwerkt.
De Piaggio Quartz is vrijwel identiek aan de Skipper/SKR maar de motor is watergekoeld.
Het eerste model is bekend onder de naam SKR en is op de markt geweest in de periode van 1993-1997, het model is vrijwel gelijk aan de Quartz. De SKR heeft 10 inch wielen, een rijklaar gewicht van 95 kg, en is enkel in 2 takt varianten uitgebracht.   
Vanaf 1995 werd de SKR geleverd met ander soort handvaten, in 1996 werd het zadel veranderd en verdwenen de witte binnenkappen.    
De SKR is ook in 80cc variant uitgebracht genaamd de SKR CITY, deze heeft een topsnelheid van ongeveer 80km/u  
de SKR 125 heeft een topsnelheid van ongeveer 100 km/u, en de SKR 150 heeft een topsnelheid van ongeveer 110km/u    
Een aangepast en gemoderniseerd model werd in de periode 1998-2001 onder de naam Skipper LX in 2 takt en 4 takt variant op de markt gebracht. Dit model heeft 12 inch wielen een rijklaar gewicht van 115 kg, en deelt veel gelijkenissen met de Gilera Runner.  
In de periode 2001-2005 werd de Skipper ST uitgebracht die enkel in 4 takt variant beschikbaar was. 
De Piaggio SKR deelt het frame en een groot deel van de techniek met de Piaggio Typhoon/TPH 50/125 serie. 

Ape · Si · Ciao · Sfera (1991-1998) · Skipper/SKR/Quartz (1993-2004) · Zip (1993-) · Fly (2005-) · Typhoon/TPH (1993-2005) · Liberty (1997-) · (Super) Hexagon (1994-2003) · NRG (1997-) · B125/Beverly · X8 · X9 · MP3

Zie ook: Aprilia · Vespa · Gilera